# Jubu
Jubu (en népalais : जुबु) est un comité de développement villageois du Népal situé dans le district de Solukhumbu. Au recensement de 2011, il comptait 3 791 habitants.